# Ministerium für Bildung (China)
Das Ministerium für Bildung (chinesisch 教育部, Pinyin Jiàoyùbù, englisch Ministry Of Education), kurz MOE, ist das Bildungsministerium der Chinesischen Regierung. Es war im Zeitraum von 1985 bis 1998 die Staatskommission für Bildung und bekam im Jahr 1998 seinen alten Namen zurück.

## Struktur
- Generalbüro (办公厅)
- Abteilung für Forschung der Politik (政策研究司)
- Abteilung für Entwicklung (发展规划司)
- Personalabteilung (人事司)
- Finanzabteilung (财务司)
- Abteilung für Grundbildung (基础教育司)
- Abteilung für Berufs- und Erwachsenenbildung (职业教育与成人教育司)
- Abteilung für Hochschulbildung (高等教育司)
- Abteilung für Volksbildung (民族教育司)
- Abteilung für pädagogische Bildung (师范教育司)
- Deputation (教育督导团办公室)
- Abteilung für Politik (思想政治工作司)
- Abteilung für soziale Wissenschaft (社会科学司)
- Abteilung für Hochschule (直属高校工作司)
- Abteilung für Studenten (高校学生司)
- Abteilung für Wissenschaft und Technologie (科学技术司)
- Abteilung für Sport, Sanitär und Kunst (体育卫生与艺术教育司)
- Abteilung für Sprachen (语言文字应用管理司)
- Abteilung für internationale Zusammenarbeit (国际合作与交流司)
- Archiv (档案馆)
- Informationsabteilung (新闻司)

## Liste der Bildungsminister
| #                                     | Name                    | Amtsanfang          | Amtsende       |
| ------------------------------------- | ----------------------- | ------------------- | -------------- |
| Bildungsminister der Zentralregierung |                         |                     |                |
| 1                                     | Ma Xulun (马叙伦)       | Oktober 1949        | November 1952  |
| Bildungsminister                      |                         |                     |                |
| 2                                     | Zhang Xiruo (张奚若)    | November 1952       | Februar 1958   |
| 3                                     | Yang Xiufeng (杨秀峰)   | Februar 1958        | Februar 1964   |
| 4                                     | Liu Jiping (刘季平)     | aktiv, Februar 1964 | Oktober 1964   |
| 5                                     | He Wei (何伟)           | Oktober 1964        | Juni 1966      |
| abgeschafft                           |                         |                     |                |
| 6                                     | Zhou Rongxin (周荣鑫)   | Januar 1975         | April 1976     |
| 7                                     | Liu Xiyao (刘西尧)      | Januar 1977         | Februar 1979   |
| 8                                     | Jiang Nanxiang (蒋南翔) | Februar 1979        | Mai 1982       |
| 9                                     | He Dongchang (何东昌)   | Mai 1982            | Juni 1985      |
| Vorsitzender der Staatskommission     |                         |                     |                |
| 10                                    | Li Peng                 | Juni 1985           | April 1988     |
| 11                                    | Li Tieying              | April 1988          | März 1993      |
| 12                                    | Zhu Kaixuan (朱开轩)    | März 1993           | März 1998      |
| Bildungsminister                      |                         |                     |                |
| 13                                    | Chen Zhili (陈至立)     | März 1998           | März 2003      |
| 14                                    | Zhou Ji (周济)          | März 2003           | November 2009  |
| 15                                    | Yuan Guiren (袁贵仁)    | November 2009       | Juli 2016      |
| 16                                    | Chen Baosheng (陈宝生)  | Juli 2016           | August 2021    |
| 17                                    | Huai Jinpeng (怀进鹏)   | ab August 2021      | ab August 2021 |